# Jerzy Mycielski

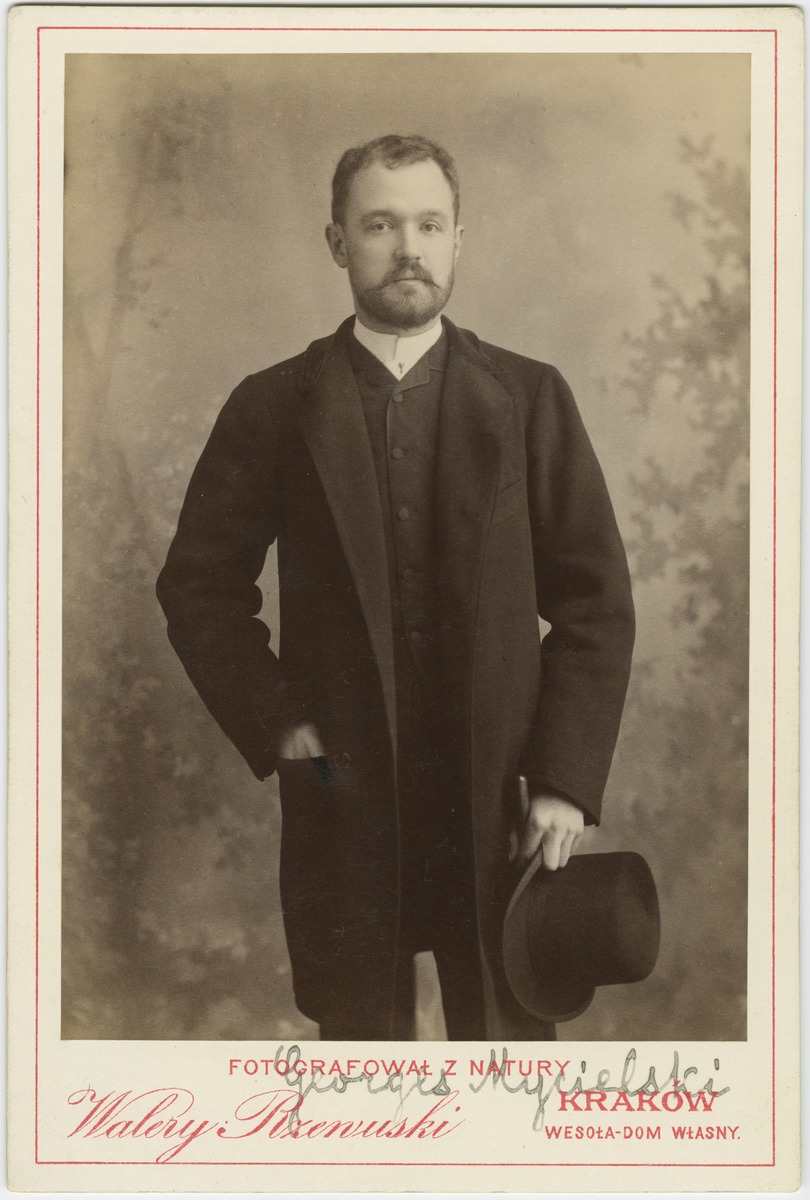
Jerzy Mycielski

Jerzy Graf Mycielski, deutsch Georg Graf Mycielski, (* 30. Mai 1856 in Krakau; † 26. September 1928 ebenda) war ein polnischer Historiker und Kunsthistoriker.

## Leben
Jerzy Mycielski, Sohn von Franciszek Mycielski (1832–1901), studierte nach dem Abitur 1873 Geschichte an der Universität Krakau. 1878 wurde er promoviert und ging dann zur weiteren Ausbildung nach Wien. 1881 habilitierte er sich in Krakau und wurde zum außerordentlicher Professor für polnische Geschichte ernannt. Unter dem Einfluss von Marian Sokołowski orientierte er sich ab 1883 zu Kunstgeschichte um. 1895 erfolgte seine Habilitation in Kunstgeschichte, 1897 wurde er außerordentlicher Professor, 1910 ordentlicher Professor für Kunstgeschichte an der Universität Krakau. 1902 wurde er Mitglied der Polnischen Akademie der Wissenschaften und Vorsitzender der Gesellschaft zum Schutz polnischer Kunst- und Kulturdenkmäler.
Auf Grund seiner guten Beziehungen zum polnischen Landadel waren ihm viele bis dahin unbekannte Werke der Malerei zugänglich, die er dann publizierte. Er baute auch selbst eine große Kunstsammlung auf, die er dem Nationalmuseum in Krakau vermachte. Mycielski gehörte zu den Beratern des österreichischen Thronfolgers Franz Ferdinand in Fragen der Kunst und Denkmalpflege. Er blieb unverheiratet und wurde in der Grabkapelle seiner Familie in Wiśniowa bestattet. 

## Veröffentlichungen (Auswahl)
- Ambasador polski na dworze hiszpańskim, 1878 (Dissertation)
- Kandydatura Hozjusza na biskupstwo warmińskie w r. 1548 i 1549, 1881 (Habilitationsschrift)
- Cztery portrety królowej Marysieńki, 1883
- Porwana z klasztoru. Kartka z dziejów obyczajowych w Polsce XVII wieku, 1886
- Bolonia i jubileusz jej uniwersytetu, 1889
- Z pod wieży Eifel, 1891
- Sto lat malarstwa w Polsce 1760–1860, 1897
- Antoni van Dyck, 1900
- Portrety polskie, 1900
- Erzherzog Franz Ferdinand als Kunstfreund, in: Erzherzog Franz Ferdinand, Unser Thronfolger zum 50. Geburtstag. Berlin 1913, S. 55–84,
- Portrety polskie Elżbiety Vigée-Lebrun, Lwów 1927